# Luca Doninelli
(La polvere di Allah)
Luca Doninelli (Leno, 31 marzo 1956) è uno scrittore, giornalista e drammaturgo italiano.

## Biografia
Nato nella Bassa Bresciana, ha vissuto per lungo tempo a Desenzano del Garda; il padre Angelo era direttore dell'Ospedale di Desenzano, la madre Silvana Fei, fiorentina, è la nipote del celebre pittore Ottone Rosai. Si è trasferito poi a Milano, dove si è laureato in Filosofia (all'Università Cattolica del Sacro Cuore) con una tesi sul filosofo francese Michel Foucault.
Dopo aver insegnato in diversi istituti superiori e universitari, ha collaborato con diverse testate giornalistiche tra cui Il Sabato, Liberal, Tempi, il Giornale, Vita e Avvenire.
Ha pubblicato diversi romanzi tra cui La revoca (che gli valse il Premio Selezione Campiello), La Mano (divenuto poi anche uno spettacolo teatrale del Teatro delle Albe, diretto da Marco Martinelli con Ermanna Montanari protagonista, musiche di Luigi Ceccarelli) e la raccolta di racconti Le decorose memorie con cui fu Supervincitore del Premio Grinzane Cavour.
Dalla grande amicizia con Giovanni Testori nacque nel 1993 il libro-intervista Conversazioni con Testori.
È anche autore per il teatro, per cui ha scritto Ite Missa Est, portato in scena nella stagione 2001-2002 al Piccolo Teatro di Milano con la regia di Claudio Longhi, e "Maryam", interpretato da Ermanna Montanari che ne ha firmato ideazione e regia insieme a Marco Martinelli, debutto nella stagione 2016-2017 all'Elfo Puccini di Milano.
Nel 1995 e nel 2006 è finalista nel premio letterario Premio Bergamo.
Nel 2004 esce il saggio Il Crollo delle Aspettative. Scritti insurrezionali su Milano, che aprirà una lunga stagione di dibattiti sulla città lombarda, sui suoi problemi, sul suo futuro.
Attualmente è professore all'Università IULM dove tiene i corsi Scrittura per l'arte, il teatro e il cinema e Scrivere letteratura per il teatro nel master di scrittura, in precedenza ha inoltre tenuto il corso magistrale di Elementi di Storytelling.

## Vita privata
Nel 1986 si è sposato con Cristina Moroni, traduttrice: hanno due figli.

## Opere

### Romanzi e racconti
- I due fratelli, (1990), Rizzoli;
- La revoca, (1992), Garzanti;
- Le decorose memorie, (1994), Garzanti;
- Baedeker inferno, (1995), Nuova Compagnia Editrice;
- La verità futile, (1995), Garzanti;
- Talk Show, (1996), Garzanti;
- La nuova era, (1999), Garzanti;
- La mano, (2001), Garzanti
- Tornavamo dal mare, (2004), Garzanti;
- La polvere di Allah, (2007), Garzanti;
- L'incendio dei sogni, (2009), Garzanti;
- Milano è una cozza, (2010), Guerini e associati;
- Cattedrali, (2011), Garzanti;
- Michetta addio, (2011), Guerini e associati;
- Vacanze milane, (2012), Guerini e associati;
- Salviamo Firenze, (2012), Bompiani;
- Fa' che questa strada non finisca mai, (2014), Bompiani;
- Le cose semplici (2015), Bompiani;
- La conoscenza di sé, (2017), La Nave di Teseo;
- Tu credi che io dorma, (2021), La Nave di Teseo;
- Inedita (2023), Edizioni Ares, ISBN 9788892983557

### Racconti per bambini
- Le avventure di Annibale Zumpapà (1994) – Mondadori
- El pavarott (1998) – Laterza – Piccola Casa Editrice (2015)
- Tobia e Giuseppe (2002) – Interlinea
- Venite a vedere (2015) – Piccola Casa Editrice
- Tre casi per l'investigatore Wickson Alieni, Milano, Bompiani, 2018

### Saggi
- Intorno a una lettera di Santa Caterina, Introduzione di Giovanni Testori, Collana I libri della speranza BUR, Milano, Rizzoli, 1981.
- A me piace l'estate ma è così bello l'inverno, con Paolo Massobrio, Comunica, 2004.
- Il crollo delle aspettative. Scritti insurrezionali su Milano, Milano, Garzanti, 2005.
- Una gratitudine senza debiti. Giovanni Testori, un maestro, Collana i Delfini, Milano, La nave di Teseo, 2018, ISBN 978-88-934-4504-7.
- La dieta sono io. Come ho perso 50 chili. Definitivamente, Milano, La nave di Teseo, 2019, ISBN 978-88-934-4829-1

### Libri-intervista
- Conversazioni con Testori, Parma, Guanda, 1993.; nuova ed. a cura di Davide Dall'Ombra, Collana Fil Rouge, Silvana Editoriale, 2012, ISBN 978-88-366-2550-5.

## Premi letterari
- 1990: per I due fratelli
  - Premio Vailate,
  - Premio Giuseppe Berto[5]
- 1992: per La revoca
  - Premio Città di Catanzaro,[6]
  - Premio Selezione Campiello,[7]
  - Premio Napoli[8]
- 1994: per Le decorose memorie
  - Premio Supergrinzane Cavour,[9][4]
  - Premio Nicola Stefanelli[10]
  - Premio Ceppo Pistoia[11]
- 2000: per La nuova era
  - Premio Grinzane Cavour,[6]
- 2004: per Tornavamo dal mare
  - Premio Scanno,[6]
  - Premio Procida-Isola di Arturo-Elsa Morante,[6]
  - Premio Letterario Basilicata,[12]
  - Premio San Vidal[6]
- 2016: per Le cose semplici
  - Premio Selezione Campiello[7]